# رودیگنسپیتزه
رودیگنسپیتزه (به لاتین: Rüdigenspitze) یک کوه در سوئیس است که در کانتون برن واقع شده‌است. رودیگنسپیتزه ۲٬۱۲۴ متر بالاتر از سطح دریا واقع شده‌است.